# Трипалладийевропий
Трипалладийевропий — бинарное неорганическое соединение
палладия и европия
с формулой EuPd3,
кристаллы.

## Получение
- Сплавление стехиометрических количеств чистых веществ:

{\displaystyle {\mathsf {3Pd+Eu\ {\xrightarrow {1425^{o}C}}\ EuPd_{3}}}}

## Физические свойства
Трипалладийевропий образует кристаллы
кубической сингонии,
пространственная группа P m3m,
параметры ячейки a = 0,4101 нм, Z = 1,
структура типа тримедьзолота AuCu3
.
Соединение конгруэнтно плавится при температуре 1425°C.